# 에든버러 축제

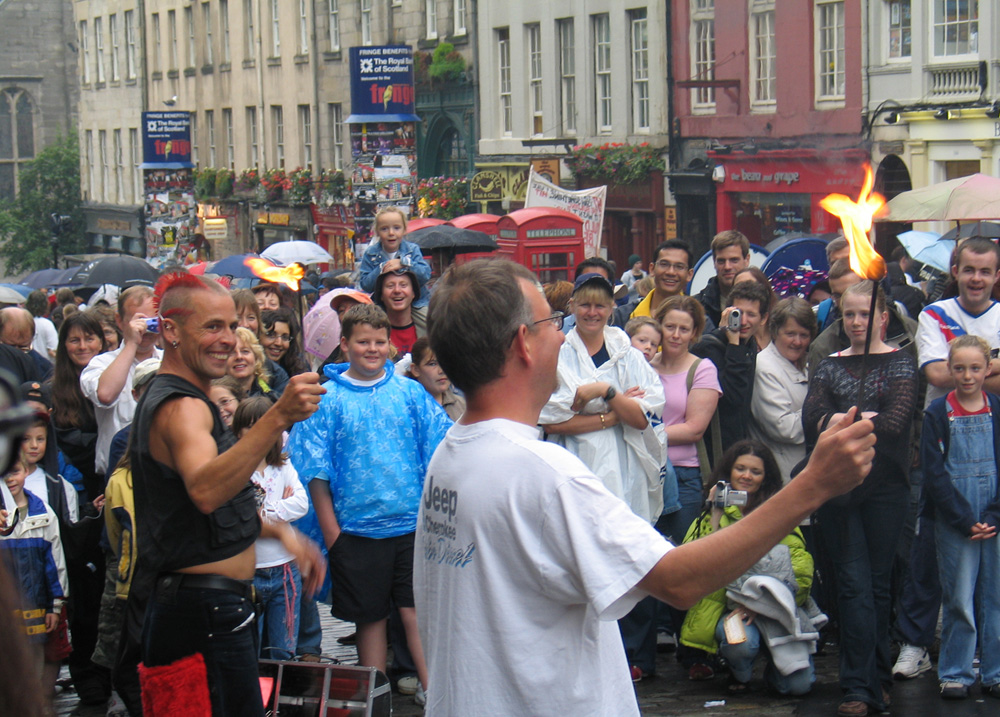
거리 공연

에든버러 축제(Edinburgh Festival)는 영국 스코틀랜드 에든버러에서 매년 8월에 개최되는 여러 문화 예술 축제의 총칭으로, 제 2차 세계대전으로 상처받은 국민들을 치유하기 위한 목적으로 시작되어, 지금은  대한민국, 일본, 중국, 홍콩, 대만을 비롯한 전 세계에서 참여함으로써, 세계적인 축제. 즉, 글로벌 축제로 급부상하였다. 에든버러 성에서는 군악대의 백파이프 연주와 하이랜드 댄스가 펼쳐진다. 밀리터리 타투가 상연되고 시내 곳곳에서 다양한 거리 예술이 퍼포먼스를 펼친다.

## 축제 목록
다음은 에든버러에서 여름에 열리는 많은 축제를 창설 연대순으로 나열한 것이다. 또한, * 표시는 각 축제를 총괄하는 공적 조직이 있는 축제이다.
- 에든버러 국제 페스티벌 (1947)*
- 에든버러 페스티벌 프린지 (1947)*
- 에든버러 국제 영화제 (1947)
- 로열 에든버러 밀리터리 타투 (1950)*
- 에든버러 재즈 앤 블루스 페스티벌 (1978)*
- Edinburgh Mela (1995)
- Edinburgh International Internet Festival (1999)
- Edinburgh People's Festival (2002)
- Edinburgh Interactive Festival (2003)
- Edinburgh Art Festival (2004)*
- Edinburgh Annuale (2004)
- Edinburgh Free Fringe (2006)
- Free Edinburgh Fringe Festival (2004)
- Festival of Politics (2005)
- Festival of Spirituality and Peace (2005)
- iFest (2007)
- Edinburgh Comedy Festival (2008)*
- West Port Book Festival (2008)
- Edinburgh Book Fringe
- Islam Festival Edinburgh
- Edinburgh Swing Festival
- Edinburgh Harvest Festival